# Kravarevo
Kravarevo (cyr. Краварево) – wieś w Bośni i Hercegowinie, w Republice Serbskiej, w gminie Gacko. W 2013 roku liczyła 53 mieszkańców.